# Diocesi di Kankan
La diocesi di Kankan (in latino Dioecesis Kankanensis) è una sede della Chiesa cattolica in Guinea suffraganea dell'arcidiocesi di Conakry. Nel 2021 contava 83.000 battezzati su 3.237.760 abitanti. È retta dal vescovo Alexis Aly Tagbino.

## Territorio
La diocesi si trova nel nord-est della Guinea.
Sede vescovile è la città di Kankan, dove si trova la cattedrale di Nostra Signora delle Vittorie e della Pace.
Il territorio si estende su 118.000 km² ed è suddiviso in 20 parrocchie.

## Storia
La prefettura apostolica di Kankan fu eretta il 12 maggio 1949 con la bolla Evangelizationis operi di papa Pio XII, ricavandone il territorio dal vicariato apostolico della Guinea francese (oggi arcidiocesi di Conakry).
Il 17 novembre 1993 la prefettura apostolica è stata elevata a diocesi, con la bolla Cum in Apostolica di Giovanni Paolo II.
Il 29 giugno 2023 ha ceduto una porzione del suo territorio a vantaggio dell'erezione della diocesi di Guéckédou.

## Cronotassi dei vescovi
Si omettono i periodi di sede vacante non superiori ai 2 anni o non storicamente accertati.
- Maurice Le Mailloux, C.S.Sp. † (17 marzo 1950 - dicembre 1957 dimesso)[1]
- Jean-Baptiste Coudray, C.S.Sp. † (14 dicembre 1958 - 1979 dimesso)
  - Sede vacante (1979-1993)[2]
- Vincent Coulibaly (17 novembre 1993 - 6 maggio 2003 nominato arcivescovo di Conakry)
  - Sede vacante (2003-2007)[3]
- Emmanuel Félémou † (5 gennaio 2007 - 1º marzo 2021 deceduto)
- Alexis Aly Tagbino, dal 20 novembre 2021[4]

## Statistiche
La diocesi nel 2021 su una popolazione di 3.237.760 persone contava 83.000 battezzati, corrispondenti al 2,6% del totale.
| anno | popolazione | popolazione | popolazione | presbiteri | presbiteri | presbiteri | presbiteri                | diaconi | religiosi | religiosi | parrocchie |
| anno | battezzati  | totale      | %           | numero     | secolari   | regolari   | battezzati per presbitero | diaconi | uomini    | donne     | parrocchie |
| ---- | ----------- | ----------- | ----------- | ---------- | ---------- | ---------- | ------------------------- | ------- | --------- | --------- | ---------- |
| 1950 | 6.710       | 533.000     | 1,3         | 17         |            | 17         | 394                       |         | 2         | 5         |            |
| 1968 | 15.048      | 993.293     | 1,5         | 1          | 1          |            | 15.048                    |         | 1         | 2         | 8          |
| 1988 | 46.954      | 1.592.625   | 2,9         | 15         | 13         | 2          | 3.130                     |         | 16        | 7         | 4          |
| 1999 | 52.627      | 1.804.082   | 2,9         | 25         | 20         | 5          | 2.105                     |         | 10        | 6         | 13         |
| 2000 | 53.341      | 1.804.082   | 3,0         | 25         | 20         | 5          | 2.133                     |         | 11        | 10        | 13         |
| 2001 | 52.727      | 1.804.082   | 2,9         | 24         | 19         | 5          | 2.196                     |         | 11        | 10        | 13         |
| 2002 | 54.950      | 1.804.082   | 3,0         | 24         | 17         | 7          | 2.289                     |         | 13        | 10        | 13         |
| 2003 | 54.829      | 1.809.466   | 3,0         | 32         | 26         | 6          | 1.713                     |         | 14        | 13        | 15         |
| 2004 | 55.483      | 1.809.716   | 3,1         | 27         | 22         | 5          | 2.054                     |         | 13        | 12        | 15         |
| 2006 | 57.048      | 1.811.143   | 3,1         | 30         | 25         | 5          | 1.901                     |         | 10        | 13        | 20         |
| 2007 | 57.747      | 1.890.148   | 3,0         | 32         | 27         | 5          | 1.804                     | 3       | 10        | 16        | 22         |
| 2011 | 70.642      | 1.954.000   | 3,6         | 39         | 33         | 6          | 1.811                     |         | 13        | 5         | 14         |
| 2013 | 71.392      | 2.078.000   | 3,4         | 39         | 31         | 8          | 1.830                     |         | 14        | 7         | 14         |
| 2016 | 73.220      | 2.271.848   | 3,2         | 44         | 39         | 5          | 1.664                     |         | 9         | 9         | 20         |
| 2019 | 78.700      | 3.063.500   | 2,6         | 36         | 32         | 4          | 2.186                     |         | 11        | 11        | 20         |
| 2021 | 83.000      | 3.237.760   | 2,6         | 37         | 37         |            | 2.243                     |         | 27        | 13        | 20         |